# Katránička různolistá
Katránička různolistá (Calepina irregularis) je planě rostoucí rostlina s drobnými bílými květy, je to jediný druh monotypického rodu katránička.

## Rozšíření
Druh se vyskytuje hlavně v jižní, západní a východní Evropě, jeho severní hranice rozšíření probíhá přes Švýcarsko, Rakousko, Německo, Maďarsko a Ukrajinu. V České republice ani na Slovensku se neobjevuje. Dále roste v Malé Asii, na Kavkaze, Blízkém a Středním východě i na severu Afriky. Zavlečen byl do části Severní Ameriky.
Vyrůstá na sušších travnatých místech, na okrajích obdělávaných polí, pastvinách, u polních cest nebo na přírodních skládkách, nejčastěji volí půdy s vápencovým podložím. Roste až do nadmořské výšky 1000 m. Jako plevelná rostlina se občas objevuje ve vojtěšce.

## Popis
Jednoletá nebo dvouletá lysá bylina s lodyhami dlouhými 20 až 80 cm. Lysé oblé lodyhy jsou obvykle vystoupavé a často se již od báze větví. Nejdříve vyrůstající listové růžice má listy s 1 až 3 cm dlouhými řapíky a obvejčitými až obkopinatými 2 až 5 cm dlouhými čepelemi které jsou hluboce laločnatě vykrajované. Přisedlé lodyžní listy jsou podlouhlé až kopinaté, zubaté nebo nedělené, na bázi jsou někdy objímavé a na konci mají ostrou nebo tupou špičku. Střídavě vyrůstající listy lodyhy jsou výrazně žilkované, mohou mít délku 2 až 7 cm, šířku 1 až 2 cm a směrem vzhůru se zmenšují.
Drobné čtyřčetné květy na stopkách vyrůstají na koncích lodyh ve stlačených hroznech které se postupně prodlužují. Čtyři volné, vejčité nebo podlouhlé, vztyčené kališní lístky jsou dlouhé 1 až 2 mm. Bílé obkopinaté korunní lístky jsou nestejně dlouhé, dva měří 2 mm a dva 2,5 až 3 mm. Podle tohoto rozdílu bylo pro katráničku zvoleno druhové jméno "různolistá". Šest tyčinek má 1 až 1,5 mm dlouhé nitky s vejčitými prašníky. Bisexuální květy rozkvétají od března do května.
Plody vyrůstají na vzpřímených stopkách dlouhých 5 až 10 mm. Jsou to oválné až hruškovité, nepukavé, jednosemenné šešulky 3 × 2 mm velké. Oválná hnědá semena bývají 1,5 mm dlouhá.